# كلود كوبر
كلود كوبر (بالإنجليزية: Claude Cooper)‏ هو لاعب كرة قاعدة أمريكي، ولد في 1 أبريل 1892 في تروب في الولايات المتحدة، وتوفي في 21 يناير 1974 في بلينفيو في الولايات المتحدة.

## وصلات خارجية
- كلود كوبر على موقعبيزبول رفرنس.كوم (الدوري الرئيسي) (الإنجليزية)
- كلود كوبر على موقعبيزبول رفرنس.كوم (الدوري الثانوي) (الإنجليزية)